# Bacijevce
Bacijevce (cirill betűkkel Бацијевце) egy falu Szerbiában, a Pcsinyai körzetben, Surdulica községben.

## Népesség
- 1948-ban 307 lakosa volt.
- 1953-ban 317 lakosa volt.
- 1961-ben 310 lakosa volt.
- 1971-ben 273 lakosa volt.
- 1981-ben 226 lakosa volt.
- 1991-ben 157 lakosa volt
- 2002-ben 98 lakosa volt,[1] akik mindannyian szerbek.[2]